# قمری زمینی نوک‌کلفت
قمری زمینی نوک‌کلفت (نام علمی: Pampusana salamonis) یک گونه قمری منقرض‌شده از خانواده کبوتران (Columbidae) است.
این گونه کم‌شناخته‌شده تنها از دو نمونه از ۱۸۸۲ و ۱۹۲۷ شناخته شده است. هولوتایپ مربوط به سال ۱۸۸۲ را می‌توان در موزه استرالیا در سیدنی دید.